# Maître Bolfgang
Maître Bolfgang est un peintre fresquiste slovène, actif dans le troisième quart du XVe siècle.

## Biographie

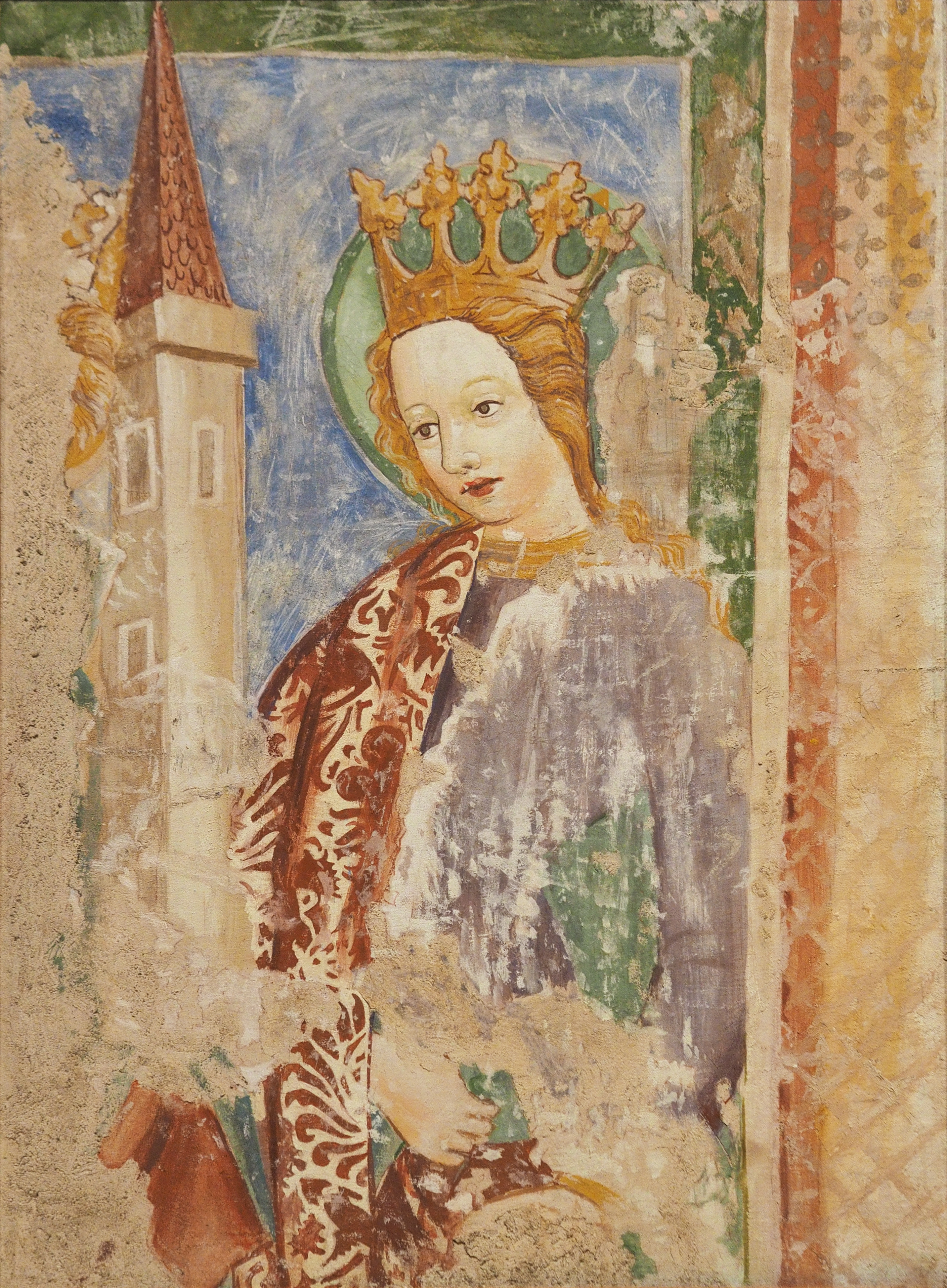
Sainte Barbe (galerie nationale de Slovénie, 1949), fac-similé d'une fresque de Crngrob.

En 1453, il réalise les fresques de l'église de Crngrob. 
Entre 1465 et 1470, il peint la voûte du chancel de l'église de Mirna, qui constitue le plus grand complexe de fresques jamais réalisé. Le Christ, représenté dans une mandorle, apparaît en juge de l'Apocalypse ; la Vierge, portant l'Enfant Jésus, est entourée des quatre figures du tétramorphe, des Pères de l'Église, de plusieurs saints et d'anges tenant des instruments de musique ou de torture. 
En Slovénie, Maître Bolfgang est considéré comme l'un des meilleurs peintres fresquistes du Moyen Âge tardif. Il allie avec efficacité l'idéalisme, hérité du gothique international, et le réalisme, hérité des provinces du Nord.